# Bahnhof Praha-Těšnov
Der Bahnhof Praha-Těšnov war ein Fernbahnhof in der tschechischen Hauptstadt Prag. Er wurde im Jahre 1875 als Prag Nordwestbahnhof von der k.k. privilegierten  Österreichischen Nordwestbahn (ÖNWB) als Endpunkt ihrer Strecke von Wien in Betrieb genommen. Er bestand aus einem Komplex von Neorenaissancegebäuden des Architekten Carl Schlimp. Bis zu seiner endgültigen Stilllegung im Jahr 1984 (im Zuge der Planung der Prager Stadtautobahn) war er einer der beiden großen Kopfbahnhöfe Prags.

## Namen
Im Laufe der Geschichte wechselte der Bahnhof mehrmals entsprechend den politischen Gegebenheiten seinen Namen. Während der Zeit der Ersten Republik trug er den Namen des französischen Historikers Ernest Denis. Nach dem Zweiten Weltkrieg erhielt der Bahnhof den bis zuletzt gültigen Namen Praha-Těšnov, nach der vor dem Bahnhof verlaufenden Straße.
- 1875–1919: Prag Nordwestbahnhof / Praha severozápadní nádraží
- 1919–1939: Praha Denisovo nádraží (übersetzt: Prag Denisbf)
- 1939–1945: Praha Vltavské nádraží / Prag Moldaubahnhof
- 1945–1953: Praha Denisovo nádraží
- 1953–1984: Praha-Těšnov

## Geschichte

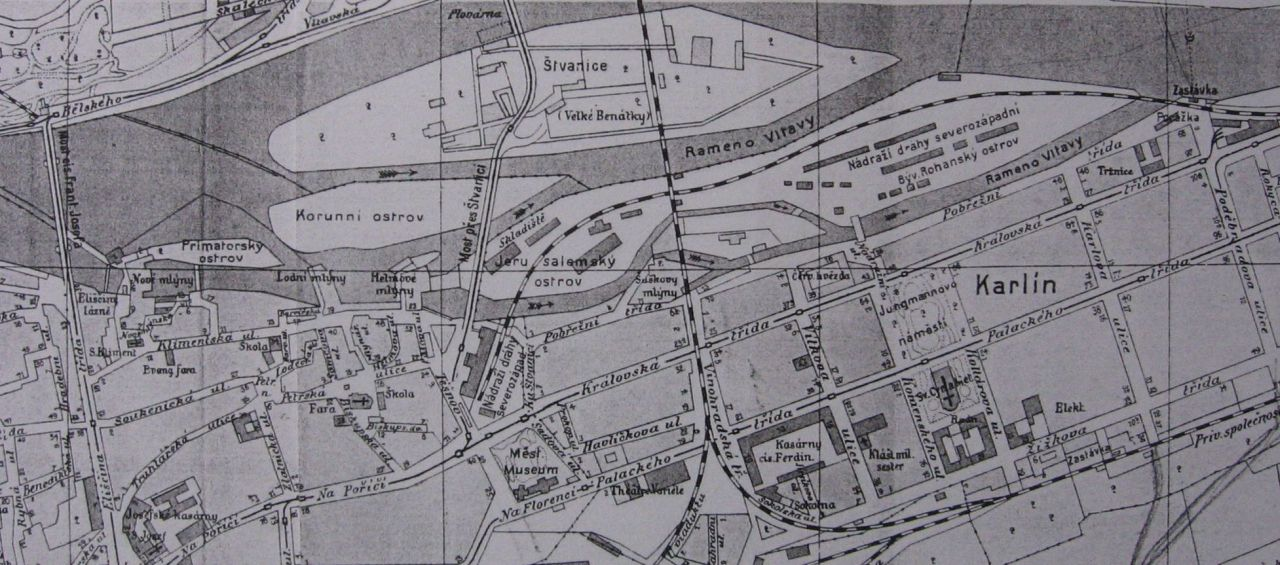
Der Nordwestbahnhof („nádraží dráhy severozápadní“) auf einem Prager Stadtplan von 1910

Als Bauplatz für den Bahnhof der ÖNWB war ein Areal nordöstlich der Prager Altstadt in Karolinenthal (Karlín) gewählt worden, auf dem sich in historischer Zeit ein Stadttor (Petrská brána) befunden hatte. Für den Reiseverkehr konzipierte man ein repräsentatives Empfangsgebäude. Die Bauarbeiten begannen im Jahr 1872 und dauerten drei Jahre.
Als die Zweigstrecke der ÖNWB von Lissa nach Prag am 4. Oktober 1873 eröffnet wurde, endeten die Züge zunächst an einem provisorischen Bahnhof auf der Moldauinsel Rohanský ostrov. Erst am 10. Mai 1875 wurde der Bahnhof in Betrieb genommen.

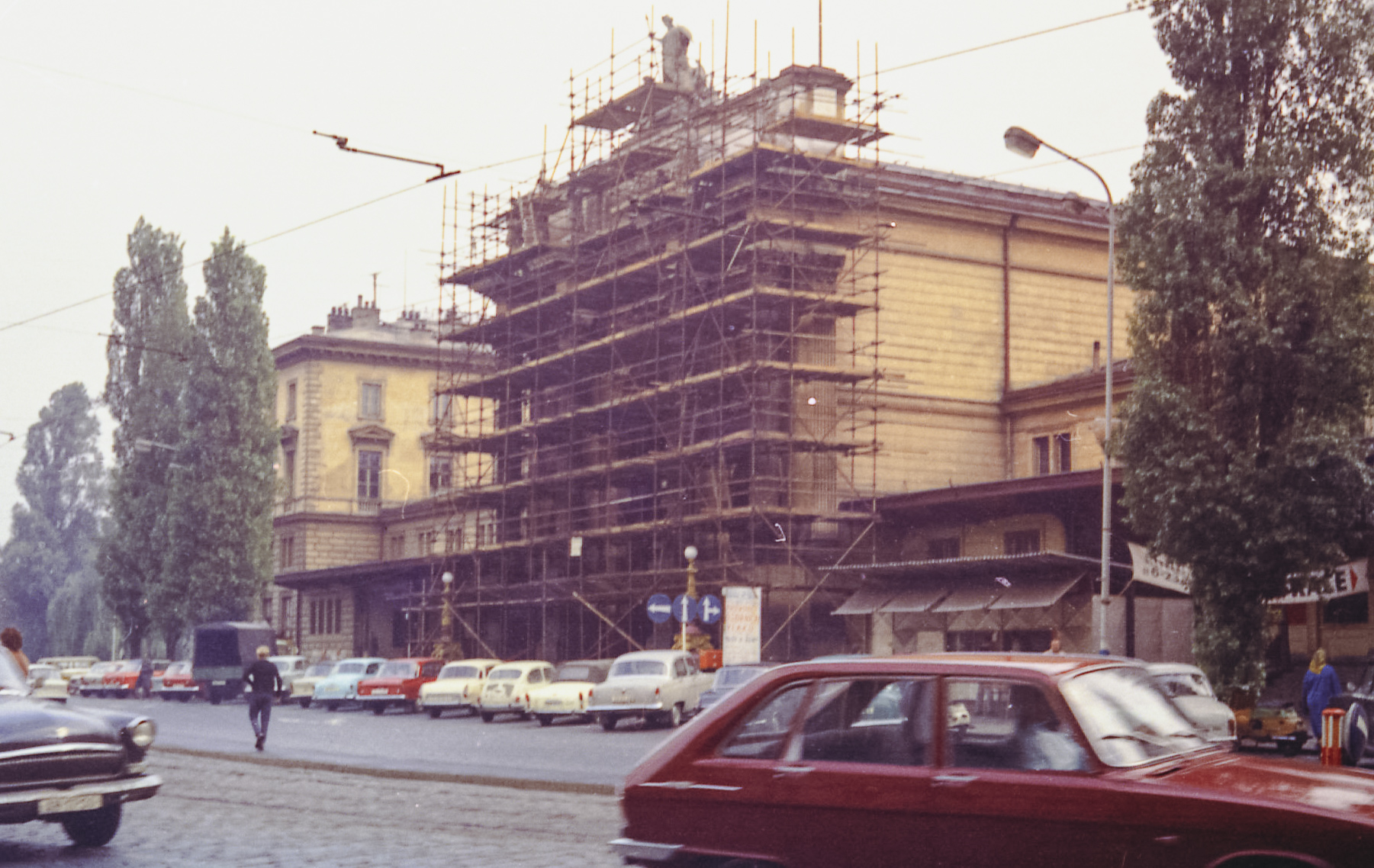
Der Bahnhof in 1967

Nach der Verstaatlichung der ÖNWB im Jahr 1909 ging die Bedeutung des Bahnhofes nach und nach  zurück. Im Nordwestbahnhof begannen und endeten nun insbesondere die Züge ins ostböhmische Geiersberg (Kyšperk, heute: Letohrad). Der Fahrplan von 1919 wies insgesamt acht Personenzüge aus, von denen zwei durchgehend bis Geiersberg verkehrten.

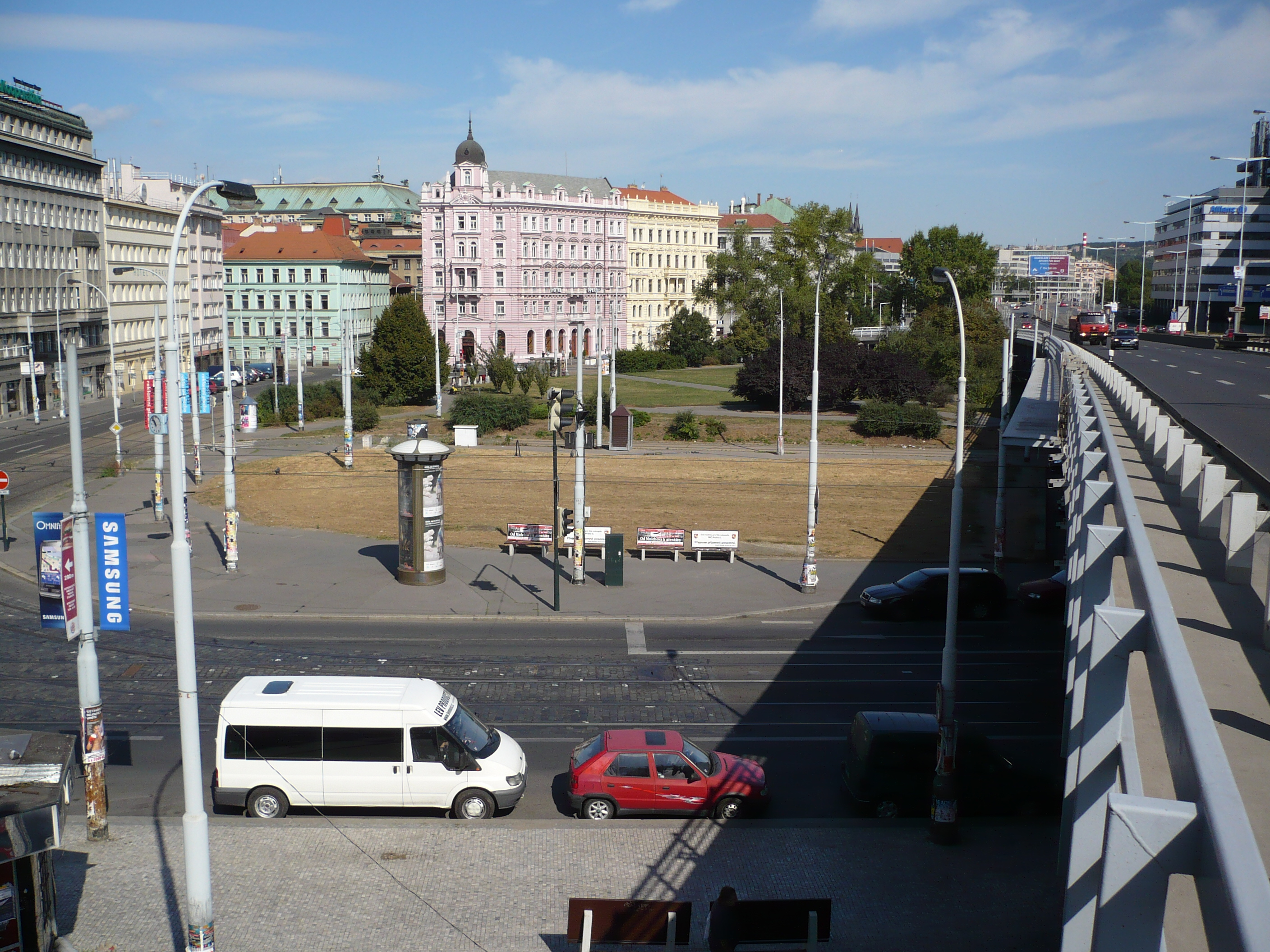
Anstelle des Bahnhofsgebäudes befindet sich heute ein kleiner Park (2009)

Die nach dem Ersten Weltkrieg gegründeten Tschechoslowakischen Staatsbahnen (ČSD) entwickelten in den 1920er Jahren ein Konzept zur Umgestaltung der Prager Eisenbahnanlagen, die einen zentralen Fernbahnhof im Zentrum Prags vorsahen. Die Umsetzung  dieses zukunftsweisenden Planes konnte jedoch in den folgenden Jahrzehnten nur teilweise realisiert werden. So blieb auch der ehemalige Nordwestbahnhof weiter in Betrieb. Erst am 1. Juli 1972 wurde der Reiseverkehr nach Praha-Těšnov eingestellt. Fortan verkehrten sämtliche Reisezüge von und nach den Bahnhöfen Praha hlavní nádraží (Prag Hauptbahnhof) und Praha střed (heute: Praha Masarykovo nádraží).
Die Anlagen des Bahnhofs wurden nach der Einstellung des Reiseverkehrs nach und nach abgerissen. Bis 1975 verschwanden die Nebengebäude und der Nordflügel des Empfangsgebäudes. Nach der endgültigen Stilllegung des Bahnhofes im Jahr 1984 wurden schließlich alle Anlagen und Gebäude abgebrochen. Der Südflügel des Empfangsgebäudes mit der monumentalen Empfangshalle wurde am 16. März 1985 gesprengt. Heute führt über das Gelände des ehemaligen Bahnhofes eine vierspurige Hauptstraße. Dabei war der Abriss der Empfangshalle umstritten, weil sie neben der Straße stand und hätte erhalten werden können.